# كريستيان بورغس
كريستيان بورغس (بالإنجليزية: Christian Burgess)‏ (7 أكتوبر 1991 في المملكة المتحدة - ) هو لاعب كرة قدم بريطاني في مركز الدفاع. لعب مع نادي بورتسموث ونادي بيتربورو يونايتد ونادي ميدلزبره ونادي هارتلبول يونايتد.

## وصلات خارجية
- كريستيان بورغس على موقع الاتحاد الأوربي (الإنجليزية)
- كريستيان بورغس على موقع قاعدة بيانات كرة القدم.إي يو (الإنجليزية)
- كريستيان بورغس على موقع Soccerbase.com (لاعب) (الإنجليزية)
- كريستيان بورغس على موقع Soccerway.com (الإنجليزية)